# ETB4
ETB4 (ETB lau, en euskera y estilizado como ETB IIII) es el cuarto canal de televisión de la empresa de producción y difusión de contenidos audiovisuales EITB Media S.A.U. que junto con el Ente Público Euskal Irrati Telebista-Radio Televisión Vasca conforma el grupo de comunicación público vasco, legislativamente dependiente del Parlamento Vasco y del Gobierno Vasco encuadrada en la Consejería de Cultura del País Vasco, España.
ETB4 tiene una programación bilingüe, con espacios tanto en euskera como en castellano. Su programación es de entretenimiento, e incluye ficción, deportes y reposiciones de programas de otras cadenas de ETB.
El canal tenía previsto iniciar sus transmisiones en 2009, sustituyendo en su señal asignada en la TDT al canal internacional ETB Sat, que ocupaba el espacio provisionalmente. Sin embargo, debido a las restricciones presupuestarias que impuso la crisis económica producida en la eurozona, se decidió postergar su lanzamiento hasta fines de 2011 sin que se llegara a concretar fecha exacta. En su lugar, se lanzó al aire ETBK Sat en septiembre de 2011; un canal provisional que, tomando por base la programación del sustituido ETB Sat, incorporaba a la misma programas deportivos específicos cuando estaban disponibles. El 29 de octubre de 2014, pocos días después del Dividendo Digital, ETBK Sat fue sustituido por ETB4 sin previo aviso.

## Historia
En diciembre de 2007, el Gobierno Vasco, presidido por Juan José Ibarretxe, aprobó el presupuesto con el que contaría la Euskal Irrati Telebista por los próximos cuatro años, en el cual se destinarían 589 millones de euros para la digitalización de los dos canales ya existentes (ETB1 y ETB2) y la creación de dos canales más: ETB3, que estaría destinado a un público joven (finalmente lanzado en 2008), y ETB4, que inicialmente se enfocaría hacia una programación cultural y a la emisión de informativos en castellano y euskera.
Sin embargo, en febrero de 2010 se decide cambiar la línea programática del canal, en que la convierte como una señal encargada de trasmitir solamente programación deportiva, lo que comienza sus respectivos estudios de factibilidad. Debido a los cambios anunciados, se realizó una reestructuración de los canales que ya poseía el ente, como es el caso de ETB1, encargado de transmitir actualmente gran parte de esta programación. Se esperaba que el nuevo canal fuese lanzado al aire en 2011.
El 16 de junio de 2011 la consejera de Cultura, Blanca Urgell, anunció que el Gobierno Vasco «renunciaba a poner en marcha» ETB4, dada la actual situación de crisis económica, no estaba «dispuesto» a afrontar el coste de 7,2 millones de euros que supondría el lanzamiento del nuevo canal. Urgell compareció, junto al entonces director general de EITB, Alberto Surio, ante la Comisión de Control de la radiotelevisión pública vasca del Parlamento autonómico, en la que dieron a conocer su evaluación del contrato-programa del ente.
Durante este tiempo, y para aprovechar y optimizar los derechos de retransmisión deportiva ya adquiridos por ETB de cara a un canal adicional, fue lanzado ETBK Sat el 5 de septiembre de 2011. Su programación consistía en contenidos deportivos y producciones importadas de ETB Sat, que llenaban la emisión.
Finalmente, el 29 de octubre de 2014, ETBK Sat fue relanzado como ETB4 sin previo aviso y mantuvo inicialmente la programación que poseía antes del cambio de imagen.

## Imagen corporativa

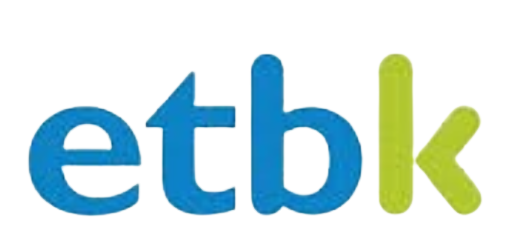
Versión corta del logotipo de ETB K/Sat entre 2011 y 2014.
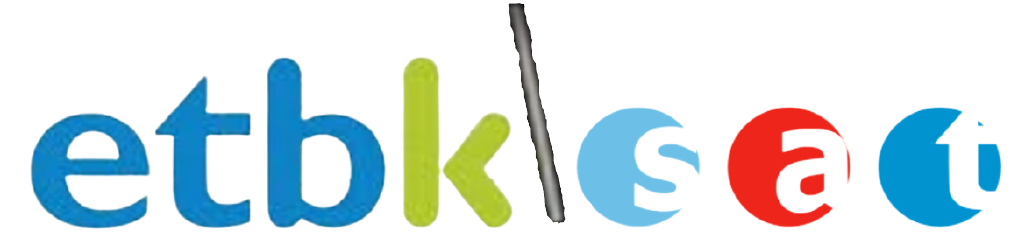
Versión larga del logotipo de ETB K/Sat entre 2011 y 2014.
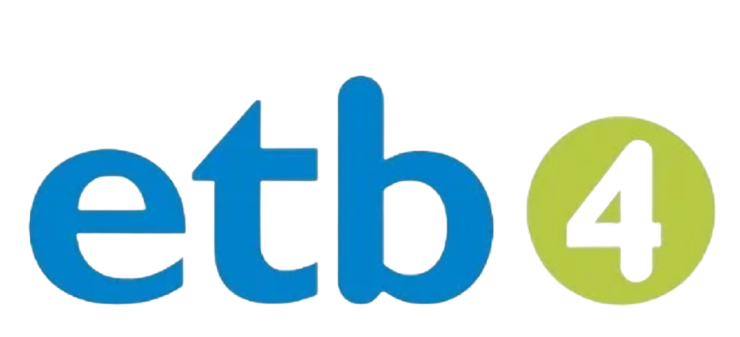
Logotipo de ETB 4 usado entre 2014 y 2015.
Logotipo usado desde 2015 hasta 2022.
Logotipo usado desde 2022.

## Audiencias
A pesar de que este canal de televisión comenzó sus emisiones el 29 de octubre de 2014, sus audiencias comenzaron a ser medidas en 2016:
| Año  | Enero | Febrero | Marzo | Abril | Mayo | Junio | Julio | Agosto | Septiembre | Octubre | Noviembre | Diciembre | Media anual |
| ---- | ----- | ------- | ----- | ----- | ---- | ----- | ----- | ------ | ---------- | ------- | --------- | --------- | ----------- |
| 2016 | 1,0%  | 1,1%    | 0,9%  | 1,0%  | 0,8% | 0,7%  | 0,8%  | 0,8%   | 0,8%       | 0,8%    | 0,7%      | 0,9%      | 0,9%        |
| 2017 | 1,0%  | 0,9%    | 1,0%  | 0,7%  | 0,7% | 0,7%  | 0,6%  | 0,7%   | 0,6%       | 0,6%    | 0,6%      | 0,9%      | 0,7%        |
| 2018 | 0,7%  | 0,9%    | 0,7%  | 0,5%  | 0,5% | 0,5%  | 0,6%  | 0,6%   | 0,5%       | 0,5%    | 0,5%      | 0,7%      | 0,6%        |
| 2019 | 0,6%  | 0,6%    | 0,6%  | 0,6%  | 0,5% | 0,7%  | 0,6%  | 0,7%   | 0,6%       | 0,6%    | 0,6%      | 0,6%      | 0,6%        |
| 2020 | 0,6%  | 0,6%    | 0,6%  | 0,6%  | 0,6% | 0,6%  | 0,7%  | 0,8%   | 0,8%       | 0,7%    | 0,6%      | 0,6%      | 0,6%        |
| 2021 | 0,7%  | 0,6%    | 0,5%  | 0,6%  | 0,5% | 0,7%  | 0,7%  | 0,7%   | 0,8%       | 0,9%    | 0,8%      | 0,9%      | 0,7%        |
| 2022 | 0,9%  | 0,8%    | 0,9%  | 0,9%  | 0,8% | 0,9%  | 0,9%  | 0,8%   | 0,8%       | 1,0%    | 0,9%      | 1,0%      | 0,8%        |
| 2023 | 0,9%  | 0,8%    | 0,9%  | 0,9%  | 0,8% | 0,9%  | 0,9%  | 0,8%   | 0,8%       | 0,6%    | 0,8%      | 0,8%      | 0,8%        |
| 2024 | 0,9%  | 0,9%    | 0,9%  | 0,9%  | 0,9% | 0,9%  | 1,0%  | 1,2%   | 1,1%       | 1,1%    | 1,0%      | 1,1%      | 1,0%        |
| 2025 | 1,2%  |         |       |       |      |       |       |        |            |         |           |           |             |